# Erwin Kostedde
Erwin Kostedde (* 21. Mai 1946 in Münster) ist ein ehemaliger deutscher Fußballspieler. Der Torjäger – 98 Tore in der Bundesliga – hat in der deutschen Fußballnationalmannschaft drei Länderspiele absolviert.

## Vereinskarriere
Der Sohn eines afroamerikanischen GIs und einer deutschen Mutter erlernte das Fußballspielen in der Jugend von SC Münster 08, TuS Saxonia Münster und Preußen Münster. Einer seiner damaligen Trainer war Ex-Nationalspieler „Fiffi“ Gerritzen. Aus der A-Jugend führte Kosteddes Weg 1965 direkt in die 1. Mannschaft der Preußen. 1967 wechselte Kostedde in die Bundesliga zum Meidericher SV, 1968 in die erste belgische Liga zu Standard Lüttich, wo er 1971 mit 26 Toren Lothar Emmerich als besten Torschützen der Ersten Division ablöste. Rückblickend äußerte sich Kostedde im Jahr 2016 zu diesem Lebensabschnitt: „Ich war jung, habe gespielt wie ein junger Gott. Alles ist mir zu Kopf gestiegen.“ Ab 1971 spielte der Stürmer bei Kickers Offenbach, deren Bundesliga-Rekordtorschütze er bis heute ist. Er wechselte 1975 für 650.000 D-Mark zu Hertha BSC und 1976 zu Borussia Dortmund. Nächste Station war noch einmal Standard Lüttich. In dieser Zeit wurde er „brauner Bomber“ genannt, was ihm eigener Aussage zufolge missfiel: „Keiner hat mich gefragt, ob mir das gefällt.“ Bei Stade Laval wurde er 1980, gemeinsam mit Delio Onnis, Torschützenkönig der höchsten französischen Spielklasse. Von 1980 bis 1982 spielte er dann für Werder Bremen und beendete seine Karriere schließlich beim VfL Osnabrück.
Der damalige Werder-Manager Rudi Assauer äußerte sich 1980 über die Verpflichtung von Erwin Kostedde für Bremen wie folgt:

„Bei uns braucht der Kostedde nicht mehr zu laufen, es genügt, wenn er im gegnerischen Strafraum steht und mit seinem Hintern noch Tore macht.“

In 219 Bundesligaspielen erzielte er 98 Tore. Bei Grüber wird seine Gesamtzahl der Tore in den Rundenspielen von 1965/66 bis 1982/83 bei Preußen Münster (Regionalliga West 1965/66), MSV Duisburg (Bundesliga), Standard Lüttich (Belgien), Kickers Offenbach (RL Süd, Bundesliga), Hertha BSC (Bundesliga), Borussia Dortmund (Bundesliga), Union Solingen (2. BL Nord), Standard Lüttich (Belgien), Stade Laval (Frankreich), Werder Bremen (2. BL Nord, Bundesliga) und VfL Osnabrück (2. Bundesliga 1982/83) mit 264 Toren angegeben.
Das im November 1994 gegründete Fanmagazin der Offenbacher Kickers trägt ihm zu Ehren den Titel Erwin.

## Nationalmannschaft
In der Nationalmannschaft kam Kostedde 1974 und 1975 dreimal zum Einsatz und war der erste schwarze deutsche Nationalspieler. Sein Debüt gab er am 22. Dezember 1974 in Gżira beim 1:0-Erfolg in der EM-Qualifikation gegen Malta. Am 12. März 1975 verlor er mit der Nationalmannschaft im Freundschaftsspiel gegen England im alten Wembley-Stadion 0:2 vor 100.000 Zuschauern und wurde in der 75. Minute gegen Jupp Heynckes ausgewechselt. Sein drittes und zugleich letztes Spiel bestritt er am 11. Oktober 1975 beim 1:1 im EM-Qualifikationsspiel gegen Griechenland.

## Nach der Zeit als Spieler
Kostedde ist Diplom-Sportlehrer. Zeitweise war er nach dem Karriereende für den Spielerberater Willi Konrad tätig, der ihn als Geschäftsführer des hessischen Klubs 1971 zu Kickers Offenbach geholt hatte, und betrieb eine eigene Werbeagentur. Später verlor er seine Ersparnisse von über einer Million DM durch einen dubiosen Anlageberater und trainierte eine Zeitlang im Amateurbereich.
1990 wurde er verhaftet wegen des Verdachts, einen Raubüberfall auf eine Spielhalle in Coesfeld begangen zu haben und verbrachte Monate in Untersuchungshaft, bevor er von dem Vorwurf freigesprochen wurde. Für seine ungerechtfertigte Inhaftierung erhielt er 3000 DM als Haftentschädigung. Die Ermittlungen waren von gravierenden Fehlern geprägt. Bei der Gegenüberstellung wurde einer Zeugin nur Kostedde präsentiert, obwohl das Gesetz sechs Personen vorschreibt. „Wir hielten es für ausgeschlossen, im Raum Coesfeld noch fünf Farbige aufzutreiben“, sagte der Dienststellenleiter vor Gericht. In Münster gab es damals jedoch hunderte dunkelhäutige Studenten.
Im Jahr 2021 war Erwin Kostedde Teil der Dokumentation Schwarze Adler des Streaminganbieters Prime Video, die den von deutschen Nationalspielerinnen und Nationalspielern erfahrenen Rassismus in Deutschland zum Gegenstand hat.
Er lebt in Everswinkel, war seit den späten 1960er Jahren mit seiner 2019 verstorbenen Ehefrau Monika verheiratet und hat einen Sohn.

## Erfolge und Ehrungen
- Torschützenkönig in der 1. Division (Belgien): 1970/71 (26 Tore)
- Torschützenkönig in der Division 1 (Frankreich): 1979/80 (21 Tore, gemeinsam mit Delio Onnis)
- Torschütze des Jahres 1974 (sein am 18. Oktober 1974 mit einem Volleyschuss erzieltes 3:3 gegen Borussia Mönchengladbach)[20]
- 1981 wurde er Bremer Sportler des Jahres.